# Epícrates de Ambracia
Epícrates de Ambracia (griego antiguo Ἐπικράτης/Epicrates) fue un comediógrafo ateniense, encuadrado en la comedia media, según Ateneo de Naucratis. Probablemente vivió entre 376–348 a. C. 
Sus obras  Ἔμπορος y Ἀντιλαΐς son mencionadas por Suidas. Ateneo le atribuye Ἀμαζύνες y Δύσπρατος y afirma que copió en esta última, parte de Δύσπρατος, obra de Antípatro de Acanto. Claudio Eliano dice que también escribió Χορός.